# Storkonflikten i 1998
Storkonflikten i 1998 startede efter en urafstemning, hvor der skete det overraskende, at man forkastede aftaler og det efterfølgende mæglingsforslag. Derved brød en omfattende strejke ud, ofte omtalt som gærkrisen. I fagforeningerne skal et forhandlingsforlig til afstemning blandt samtlige medlemmer, og for første gang siden 1956 stemte medlemmerne nej, trods alle fagforeningsledelsens anbefalinger. Dermed var storkonflikten en realitet fra 27 april.
Efter tre måneders forhandlinger havde chefforhandlerne fra CO-industri, Max Bæhring og Willy Strube fået aftalt bedre pensioner og højere løn til deres medlemmer i CO-Industri. 55,8 % af medlemmerne stemte dog nej til aftalen ud fra ønsket om en sjette ferieuge. Ca. 450.000 privatansatte nedlagde arbejdet 27. april 1998. Busserne gik ikke; postkasserne blev aflåst, da de ikke blev tømt. Aviserne udkom ikke, og butikkerne kunne ikke få varer kørt ud. Arbejdsgiverne varslede yderligere en lockout fra 5. maj for 45.000 butikansatte og 15.000 elektrikere.
6. maj greb Nyrup-regeringen ind og ophøjede et forslag til en lov, som lå tæt på resultatet af forårets overenskomstforhandlinger, der var nedstemt ved urafstemningen. De strejkende fik ingen sjette ferieuge; denne blev dog ved overenskomstforhandlingerne i 2000 en del af aftalen.
Under storkonflikten forårsagede de tomme brødhylder et sort marked for udenlandsk gær til markant højere priser. En nordmand fløj gær til København i et privatfly, helt gratis som en tak for alle de øl, nordmændene i tidens løb havde nydt i Danmark, fortalte han til fjernsyn.